# Corps Saxonia Jena

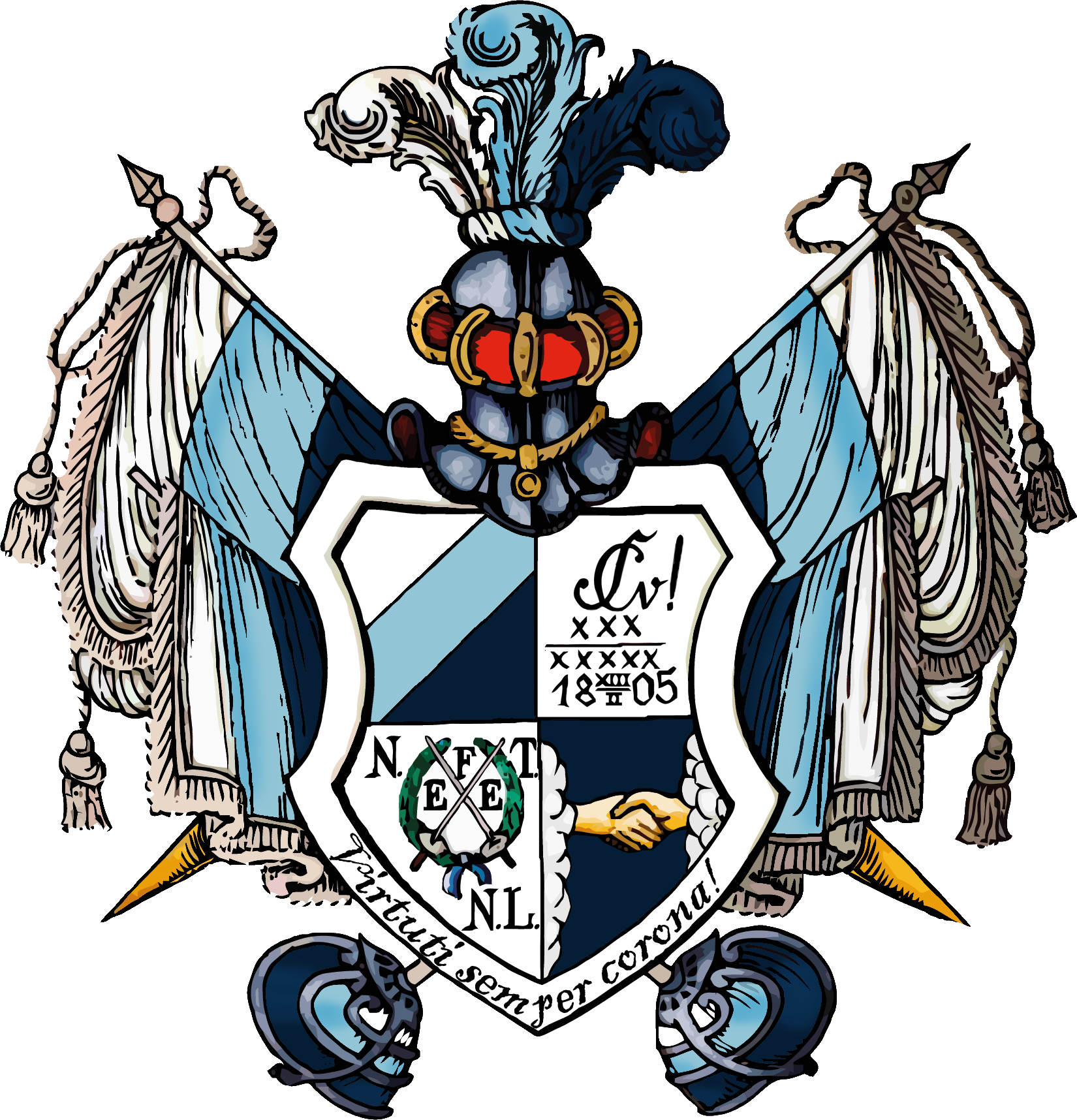
Armoiries du corps Saxonia Jena

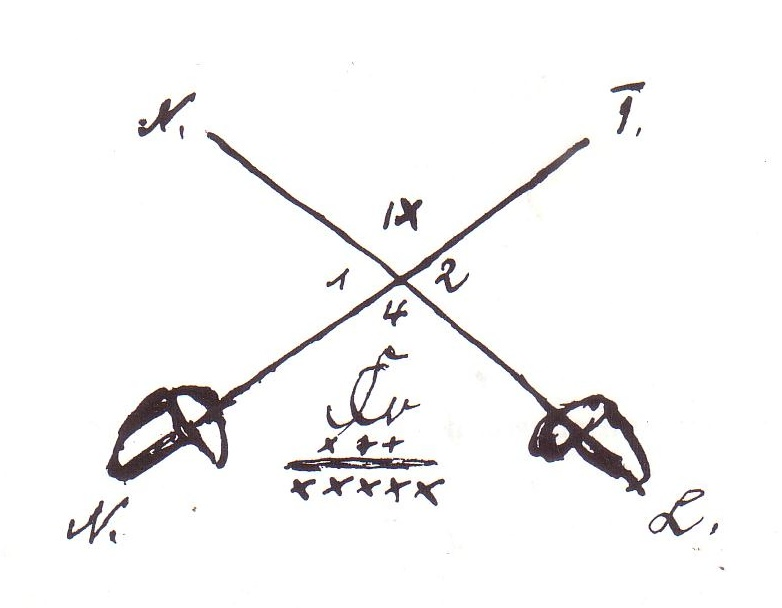
Marque fédérale dans la Constitution de 1812

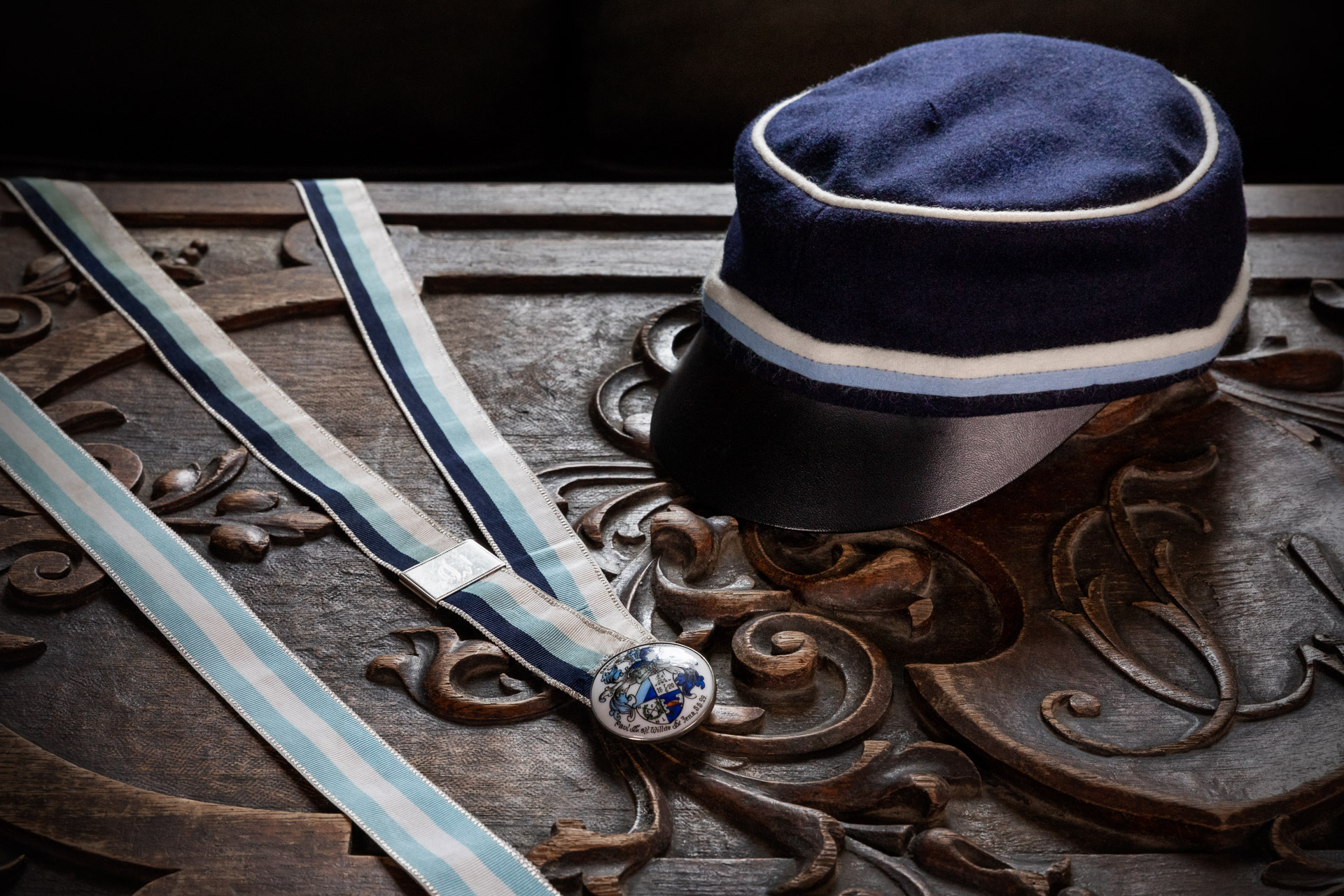
Couleur du corps Saxonia Jena: Casquette bleue, bande de jeunes du corps en bleu foncé-bleu clair-blanc d'en bas avec percussion argentée, bande de renard en bleu clair-blanc-bleu clair

Le Corps Saxonia Jena est une association étudiante combattante portant couleur (de) du Kösener Senioren-Convents-Verband (KSCV). Le corps rassemble des étudiants et des anciens de l'Université Friedrich-Schiller d'Iéna, de l'Université Ernst-Abbe d'Iéna (de) et de l'Université rhénane Frédéric-Guillaume de Bonn. Les membres du corps sont appelés Jenaer/Jenenser Sachsen ou Jenschsachsen.

## Couleur
Le Saxonia est de couleur bleu foncé-bleu clair-blanc (en partant du bas) avec des percussions argentées. Une casquette étudiante (de) bleu foncée est portée. Le ruban de renard est bleu clair-blanc-bleu clair.
La devise du corps est Virtuti sempre corona ! (français: "La couronne de la vertu ! ") Les deux devises des armoiries sont Ehre, Frohsinn, Einigkeit - Neminem time, neminem laede ! (français: "Ne craignez personne, ne blessez personne ! ")
Le blason du corps montre héraldiquement les couleurs du corps en haut à droite dans un champ divisé deux fois en diagonale vers la gauche, en haut à gauche une boussole, une croix brisée et la date de la fondation, en bas à droite le symbole fédéral avec des carillons croisés et les initiales des dictons des armoiries (EFE ou NTNL), en bas à gauche en administrateurs bleu foncé avec manchette nuage.

## Histoire
Le Corps Saxonia est formé sous le nom de Landsmannschaft Altenburgia auf der Tanne le 13 février 1805 par des étudiants de l'Université d'Iéna (aujourd'hui Université Friedrich-Schiller). Mais les traditions remontent encore plus loin. En 1768 déjà, une Landsmannschaft Saxonia est mentionnée dans les sources. Pour l'année 1792, les couleurs bleu et blanc sont attestées pour les Saxons d'Iéna. D'autres corps de Saxons reprennent, parfois avec des variations, la combinaison de couleurs bleu-bleu-blanc de l'ancienne Landsmannschaft Saxonia Jena, notamment les corps Saxonia Leipzig, Saxonia Halle et Saxonia Göttingen. L'influence des anciens ordres étudiants, qui visent une cohésion particulière, marque la vie quotidienne et l'orientation du saxons d'Iéna jusqu'à aujourd'hui. En raison de son histoire particulière, Wilhelm Fabricius parle en détail de Saxonia Jena dans son ouvrage de référence Die deutschen Corps.
Le 13 juin 1808, elle est rebaptisée Landsmannschaft Saxonia, qui se dissout le 15 juin 1815 pour se fondre, après une certaine résistance et par la force des choses, dans la nouvelle fraternité (Urburschenschaft), qui n'a cependant pas une longue vie et qui existe aujourd'hui dans les trois fraternités Teutonia Jena, Germania Jena (de) et Arminia Jena. Comme le montrent les archives de la fraternité Germania, une fraternité Saxonia avec la même couleur que le futur corps existe de 1817 à 1818. Le 7 juin 1820, le Corps Saxonia se constitue en association.
Via le Jenenser SC, le Corps est membre fondateur du Kösener Senioren-Convents-Verband, fondé en 1848 dans l'auditorium de l'Université d'Iéna. En 1893 (et indirectement à Bonn en 1963) Saxonia est le corps de faubourg (de) présidant dans le KSCV et fournit le président de l'oKC.
En 1936, le corps doit se dissoudre sous la pression nationale-socialiste, mais continue d'exister sous le nom de camaraderie Saaleck SC jusqu'en 1945.
Après la guerre, le Saxonia Jena avec le Corps Saxonia Bonn forment le 13 février 1951 un Convent de Corps (CC) commune sous le nom de Corps Saxonia Jena et Bonn zu Bonn. Le 14 décembre 1991, la séparation des deux corps est décidée ; Saxonia Jena revient à Iéna en 1993. Depuis le milieu des années 1990, il réside à nouveau dans le Sachsenburg, la maison de la fraternité construite en 1898 dans un style néo-romantique.

## Maison du corps

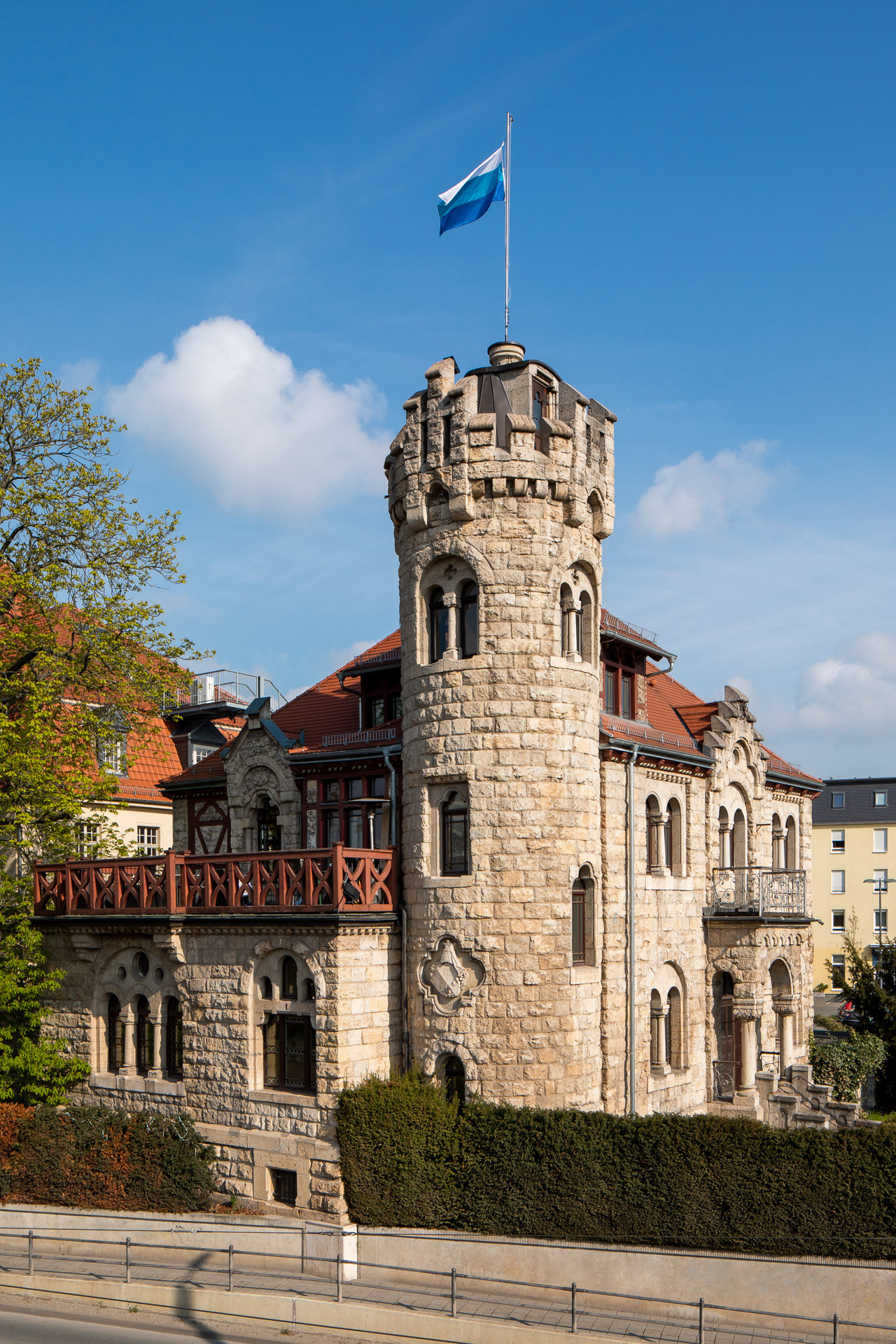
Maison du Corps Saxonia Jena (2021)

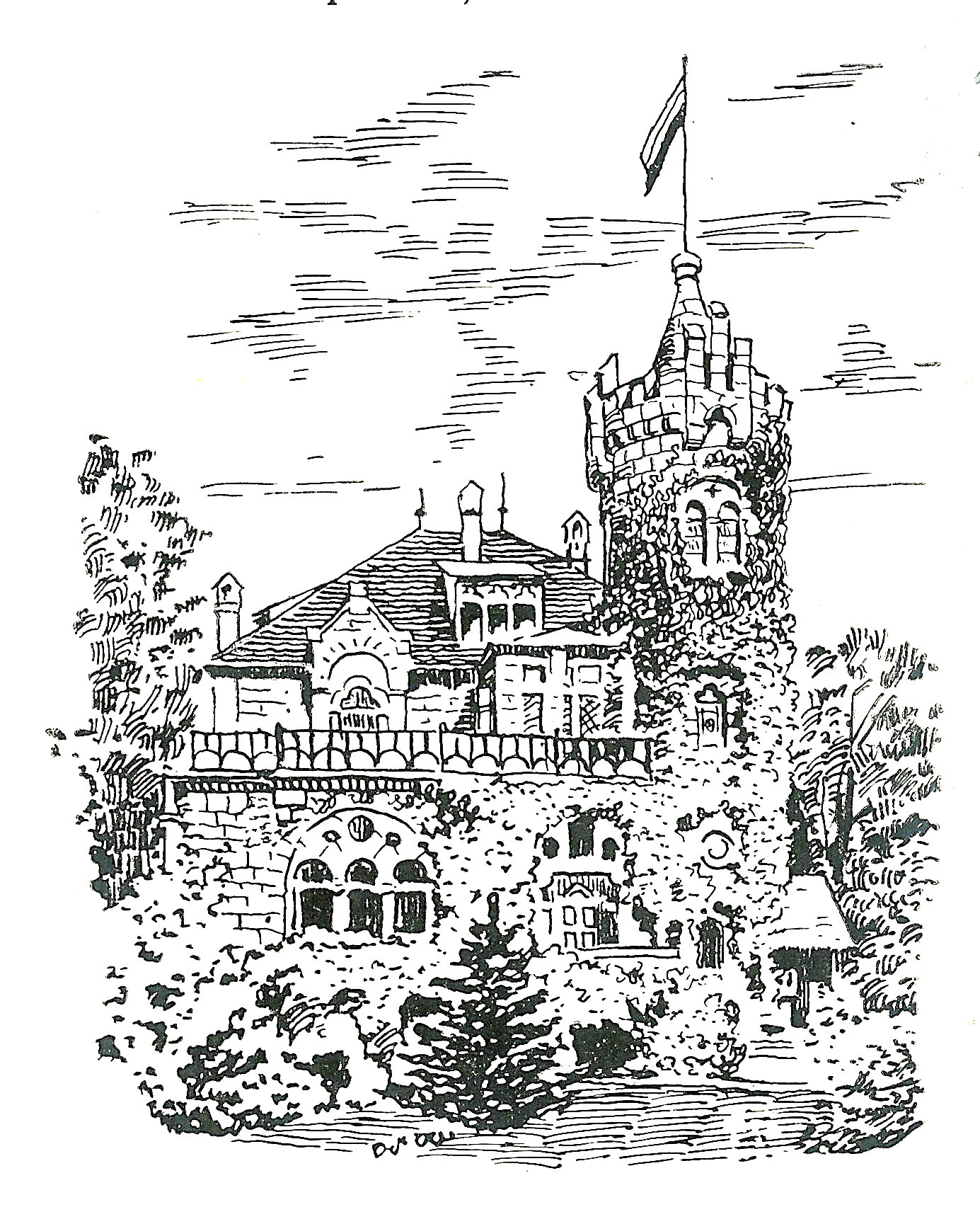
Dessin de la maison du corps vers 1910

La maison du corps du Saxonia, le Sachsenburg  au 2 Knebelstraße, en face de la gare Paradies (de), est construite en 1898 dans le style néo-roman comme maison de fraternité et est un bâtiment classé.

## Membres notables
Par ordre alphabétique
- Wilhelm Albrecht (de) (1821–1896), propriétaire foncier, directeur provincial du paysage à Dantzig, député du Reichstag
- Heinrich Bade (de) (1823-1908), maire de Schwerin
- Felix Bärwinkel (1864–1927), député du Reichstag
- Carl Bartholomäi Kühne (de) (1790-1857), administrateur de district, propriétaire de manoir et député du parlement d'État du Grand-duché de Saxe-Weimar-Eisenach (de)
- Adolf Bastian (1826-1905), ethnologue
- Otto Biffé (de) (1878-1917), directeur d'arrondissement à Erstein
- Heinrich Blumenthal (de) (1804–1881), professeur d'obstétrique et de thérapie à l'Université de Kharkiv
- Gustav von Bonin (1797–1878), ministre prussien des Finances, président principal du Reichstag
- Alfred Brehm (1829-1884), naturaliste et écrivain
- Reinhold Brehm (de) (1830–1891), médecin, ornithologue, naturaliste et écrivain
- Gerhard Buchda (de) (1901-1977), historien du droit
- Georg Busse (de) (1871-1945), député de la chambre des représentants de Prusse, membre du Sejm
- Gustav Drevs (de) (1907-1988), député de Landtag de Schleswig-Holstein
- Heinrich von Eckardt (1861-1944), ambassadeur
- Karl Eggers (de) (1826-1900), poète
- Paul Ehrenberg (de) (1875–1956), chimiste agricole, professeur d'université
- Friedrich Endemann (de) (1857-1936), professeur de droit à Heidelberg
- Otto Flöl (de) (1887–1959), membre du Landtag du Schleswig-Holstein
- Wilhelm Föllmer (de) (1908–2007), gynécologue, directeur général du service de santé libyen
- Friedrich Christoph Förster (1791–1868), historien, poète et écrivain
- Albrecht von Giseke (de) (1822–1890), ministre d'État du duché de Saxe-Meiningen
- Richard Grün (de) (1883-1947), chimiste des matériaux de construction
- Friedrich von Hahn (de) (1823-1897), juriste allemand
- Balduin Herrmann (de) (1856-1932), rédacteur en chef du Danziger Zeitung, député de la chambre des représentants de Prusse
- Albert von Holleben (1825-1902), conseiller d'État privé, chambellan et chef du département des finances du ministère princier de Schwarzbourg
- Bernhard von Holleben genannt von Normann (1824-1897), général d'infanterie
- Franz Hübschmann (de) (1817-1880), médecin et homme politique germano-américain
- Konrad Keilhack (1858-1944), géologue
- Felix Klewitz (de) (1884-1963), interniste et professeur d'université
- Konstantinos Kourouniotis (1872–1945), archéologue classique
- Hero Kruse (de) (mort en 1952), administrateur de l'arrondissement de Stallupönen
- Heinrich Carl Wilhelm Küpfer (de) (1792–1865), récipiendaire de Pour le Mérite, conseiller de légation, membre du Parlement des États-Unis, de la chambre des représentants de Prusse, de la Première Chambre de Prusse et du Parlement provincial de Posnanie
- Ernst Anton Lewald (de) (1790–1848), théologien protestant, recteur de l'Université de Heidelberg
- Albrecht Meckel (de) (1790–1829), anatomiste et légiste
- Fritz Lützenberg (de) (1901-1974), professeur d'élevage de petits animaux à Berlin-Est
- Christian Heinrich Fürchtegott Mörlin (de) (1787–1852), pasteur et poète d'hymnes
- Julius Oeltzen (de) (1790–1867), ministre évangélique luthérien
- Hermann Passow (de) (1865-1919), chimiste des matériaux de construction
- Matthias Pier (1882-1965), chimiste
- Walther Plugge (de) (1886–1960), avocat, notaire, avocat du droit d'auteur
- Wilhelm Reichmann (de) (1920–2016), chirurgien à Iéna et Cologne
- Hans Reimann (de) (1888–1978), directeur du syndicat
- Wilhelm Rein (de) (1809-1865), philologue classique, historien du droit, historien local et professeur de lycée
- Rudolf Ridel (de) (1828–1893), peintre paysagiste
- August Roese (de) (1807–1891), maire d'Eisenach
- Hubertus Rolshoven (de) (1913–1990), directeur industriel
- Diedrich Sägelken (de) (1816–1891), recteur d'école, député du parlement oldenbourgeois (de)
- Sean Patrick Saßmannshausen (de) (né en 1971), économiste
- Carl von Scheliha (de) (1802-1865), propriétaire du manoir, administrateur de l'arrondissement de Militsch (de), député de la chambre des représentants de Prusse, député de la chambre des seigneurs de Prusse
- Georg Friedrich Schömann (de) (1793–1879), philologue classique
- Ferdinand Schröder (de) (1818-1857), médecin, député du Parlement de Francfort, caricaturiste
- Theodor Schwartz (de) (1810-1876), conseiller d'État de Schwarzburg-Rudolstadt, député du Parlement de l'Union d'Erfurt
- Heinrich Schwarz (de) (1903-1977), peintre et sculpteur
- Carl von Schwendler (de) (1812-1880), avocat, ministre d'État et député du Reichstag
- Konrad Seige (de) (1921-2017), interniste et maître de conférences universitaire, chroniqueur de la camaraderie Saaleck
- Hermann von Staff genannt von Reitzenstein (de) (1790–1867), officier des guerres napoléoniennes
- Johann Gottlieb Stemler (de) (1788–1856), médecin, maire de Zeulenroda, député du Parlement de l'Union d'Erfurt
- Karl von Strauch (de) (vers 1805–1872), administrateur de l'arrondissement de Schleiz (de), principauté Reuss branche cadette
- Ottokar Thon (de) (1792–1842), lieutenant dans le corps franc Lützow, représentant de l'Union douanière et commerciale des États de Thuringe à l'Union douanière allemande
- Theodor Thon (de) (1792–1838), naturaliste
- Werner Usbeck (de) (1920–2007), chirurgien, recteur de l'Académie de médecine d'Erfurt
- Theodor Vogel (de) (1838–1925), réformateur du Realgymnasium de Saxe
- Otto Wachenhusen (de) (1820–1889), député du Reichstag de la Confédération de l'Allemagne du Nord
- Carl Weyhe (de) (1789–1879), administrateur de l'arrondissement de Quedlinbourg
- Heinrich von Wintzingerode (de) (1806-1864), président du gouvernement du duché de Nassau (de)

## Récipiendaire de la médaille Klinggräff
Les personnes suivantes ont reçu la médaille Klinggräff de l'Association des anciens étudiants de corps (de) :
- Sean Patrick Saßmannshausen (de) (2001)
- Frank Niklas Steinert (2016)
- Bastien Witte (2020)